# Drumline - Il ritmo è tutto
Drumline - Il ritmo è tutto (Drumline - A New Beat) è un film TV commedia del 2014 diretto da Bille Woodruff. Il film è uscito negli USA il 27 ottobre 2014 ed in Italia direttamente in home video.
Il film è il sequel del primo film Drumline - Tieni il tempo della sfida del 2002.

## Trama
Dani Bolton, una ragazza della classe superiore di Brooklyn, sfida i propri genitori per entrare a far parte della banda di percussioni del college, un tempo importante. Il tentativo di Dani di diventare la prima leader femminile nella storia della band di percussioni della sua scuola incontrerà però diversi ostacoli.